# Somatolophia ectrapelaria
Somatolophia ectrapelaria är en fjärilsart som beskrevs av Grossbeck 1908. Somatolophia ectrapelaria ingår i släktet Somatolophia och familjen mätare. Inga underarter finns listade i Catalogue of Life.